# والنتینو گاسپرلا
والنتینو گاسپرلا (ایتالیایی: Valentino Gasparella؛ زادهٔ ۳۰ مهٔ ۱۹۳۵) دوچرخه‌سوار اهل ایتالیا است.
وی در مسابقات کشوری و بین‌المللی در مجموع برندهٔ ۳ مدال طلا، ۲ مدال برنز شده‌است.